# Салихов, Владислав Хасанович
Владислав Хасанович Салихов — советский и российский математик, д.ф.-м.н., профессор, лауреат премии имени И. М. Виноградова (2013).

## Биография
В 1970 году поступил на механико-математический факультет МГУ, кафедра теория чисел.
С 1976 года работает в Брянском государственном техническом университете. Ведет обучение по дисциплинам: Высшая математика; Алгебра и теория чисел, теория вероятностей и математический анализ.
Диссертации:
- Алгебраическая независимость значений Е-функций : диссертация ... кандидата физико-математических наук : 01.00.00. - Москва, 1977. - 82 с. : ил.
- Алгебраические свойства решений дифференциальных уравнений и их применение в теории трансцендентных чисел : диссертация ... доктора физико-математических наук : 01.01.06. - Москва, 1991. - 266 с.

Научные работы в области арифметических свойств значений аналитических функций.
Публикации: Более 10 методических разработок и 30 научных статей.
Председатель жюри областной олимпиады школьников в 2011—2014 годах.
Под его руководством защищены три кандидатские диссертации.

## Награды[3]
- Премия Московского математического общества (1981)
- Грант Международного научного фонда (фонд Сороса) (1994)
- Грант Российского фонда фундаментальных исследований (1996)
- Премия имени И. М. Виноградова (2013) — за цикл работ «О мере иррациональности некоторых чисел»